# Le Mari, la Femme et l'Amant
Ne doit pas être confondu avec Les Maris, les Femmes, les Amants.
Le Mari, la Femme et l'Amant est une pièce de théâtre de Sacha Guitry, créée le 19 avril 1919 au théâtre du Vaudeville.

## Théâtre du Vaudeville, 1919
Distribution :
- Jacques Ménard, 33 ans : Sacha Guitry
- Frédéric Audoin, 45 ans : Jean Périer
- Lucien Martel, 46 ans : Baron fils
- René Masson, jeune marié : Hiéronimus
- Émile Garrigou, valet de chambre de Jacques : Fernal
- Edmond Delaporte, chasseur d'un hôtel à Aix-les-Bains : le petit Touzé
- Janine Audoin, 23 ans : Yvonne Printemps
- Juliette Martel, 28 ans : Alice Delonde
- Cécile Masson, jeune mariée : Cécile Ducarre
- Gabrielle Febvre, femme de chambre dans un hôtel à Aix-les-Bains : Marguerite Blandin

## Théâtre des Variétés, 1998
Du 29 septembre 1998 au 2 janvier 1999
- Mise en scène : Bernard Murat assisté de Marjolaine Aizpiri et Olivier Belmont
- Décore : Nicolas Sire
- Costumes : Bernadette Villard
- Lumières : André Diot
- Son : Michel Maurer

Distribution :
- Pierre Arditi
- Évelyne Bouix
- Bernard Murat
- Christian Bujeau
- Agathe Natanson
- Marcel Philippot
- Olivier Belmont
- Alexandra Sarramona
- Karine Belly